# Tuckia africana
Tuckia africana es una especie de polilla de la familia Tortricidae. Se encuentra en Sudáfrica (KwaZulu-Natal, Gauteng) y Zimbabue.